# Josep Gonzalvo
Josep Gonzalvo Falcón (Mollet del Vallès, 16 gennaio 1920 – Barcellona, 31 maggio 1978) è stato un allenatore di calcio e calciatore spagnolo.

## Caratteristiche tecniche
Giocava come centrocampista.

## Palmarès

### Giocatore

#### Competizioni nazionali
- Campionato spagnolo: 3

Barcellona: 1944-1945, 1947-1948, 1948-1949
- Coppa Eva Duarte: 2

Barcellona: 1945, 1948

#### Competizioni internazionali
- Coppa Latina: 1

Barcellona: 1949